# Santa Olalla (kommunhuvudort)
Santa Olalla är en kommunhuvudort i Spanien.   Den ligger i provinsen Toledo och regionen Kastilien-La Mancha, i den centrala delen av landet, 80 km sydväst om huvudstaden Madrid. Santa Olalla ligger 486 meter över havet och antalet invånare är 3 024.
Terrängen runt Santa Olalla är platt. Runt Santa Olalla är det ganska glesbefolkat, med 26 invånare per kvadratkilometer. Närmaste större samhälle är Torrijos, 13,3 km öster om Santa Olalla. Trakten runt Santa Olalla består till största delen av jordbruksmark.